# Grotte de Llonín
La grotte de Llonín est une grotte ornée située à Llonín, dans la commune de Peñamellera Alta, dans les Asturies, en Espagne,. Elle abrite des peintures et gravures pariétales datées du Magdalénien (d'environ 18 000 à 14 000 ans avant le présent). Elle est inscrite sur la liste du Patrimoine mondial de l'Unesco depuis 2008, au sein de l'ensemble dénommé Grotte d'Altamira et art rupestre paléolithique du Nord de l'Espagne. Elle est protégée comme Bien d'intérêt culturel (cote RI-51-0010093).

## Historique
La grotte de Llonín a été découverte en 1957 par des producteurs de fromage qui cherchaient un lieu clos pour assurer la fermentation de leurs fromages. Mais c'est en mars 1971 que le groupe de spéléologie Polifemo d'Oviedo a fait connaitre ses peintures pariétales.

## Art pariétal
La grotte présente différents dessins d'animaux (bisons, rennes, chèvres, etc.) et de symboles. Elle compte plus d'une centaine de figures, ce qui en fait la grotte asturienne avec le plus grand nombre de figures recensées.

## Reconstitution
La grotte est fermée au public en raison d'effondrements fréquents.
Le parc préhistorique de Teverga (es) propose aux visiteurs une reconstitution d'une petite partie de la grotte.